# Tuvalu A-Division (vrouwenvoetbal)
De Tuvalu A-Division voor vrouwen is de hoogste afdeling van het damesvoetbal in Tuvalu. De competitie vindt voor de eerste keer plaats in 2009. In 2012 hebben zich vijf clubs ingeschreven, terwijl er plaats is voor acht. De Tuvalu A-Divison kent geen degradatie.

## Deelnemende teams 2013
| Club     | Eiland    |
| -------- | --------- |
| Tofaga   | Vaitupu   |
| Nui      | Nui       |
| Nauti    | Funafuti  |
| Tamanuku | Nukufetau |

## Winnaars
- 2009: Tamanuku
- 2010: Tofaga
- 2011:
- 2012: Tamanuku